# Amund Korsæth
Amund August Korsæth (* 18. Mai 2000) ist ein norwegischer Skilangläufer.

## Werdegang
Korsæth, der für den Trøsken IL startet, nahm bis 2020 an Juniorenrennen teil. Im Sommer 2020 startete er erstmals im Rollerski-Weltcup, wobei er mit je einem dritten, zweiten und ersten Platz, den zweiten Platz in der Gesamtwertung belegte. Im folgenden Jahr wurde er Sechster in der Gesamtwertung des Rollerski-Weltcups und gewann bei den Rollerski-Weltmeisterschaften im Val di Fiemme im Einzel über 16 km Freistil sowie zusammen mit Ragnar Bragvin Andresen im Teamsprint jeweils die Silbermedaille. Seine ersten Rennen im Scandinavian-Cup lief er im Februar 2022 in Otepää, die er auf dem 81. Platz im Sprint und auf dem 74. Rang über 15 km klassisch beendete. Nachdem er im Sommer 2022 mit vier Siegen die Gesamtwertung des Rollerski-Weltcups gewonnen hatte, gab er im Dezember 2022 in Lillehammer sein Debüt im Skilanglauf-Weltcup, wo er mit dem 21. Platz im 20-km-Massenstartrennen seine ersten Weltcuppunkte holte.

## Siege bei Rollerski-Weltcuprennen
| Nr. | Datum              | Ort      | Disziplin                       |
| --- | ------------------ | -------- | ------------------------------- |
| 1.  | 21. August 2020    | Otepää   | 15 km klassisch Individualstart |
| 2.  | 29. August 2021    | Madona   | 15 km klassisch Individualstart |
| 3.  | 21. August 2022    | Otepää   | 15 km klassisch Individualstart |
| 4.  | 25. August 2022    | Madona   | 15 km klassisch Individualstart |
| 5.  | 9. September 2022  | Amatrice | 5 km Freistil Individualstart   |
| 6.  | 10. September 2022 | Amatrice | 14 km klassisch Massenstart     |